# Boris Pandža
Boris Pandža (Mostar, 15 de diciembre de 1986) es un exfutbolista bosnio que jugaba de defensa. Desde junio de 2024 es entrenador asistente del NK Široki Brijeg.

## Selección nacional
Formó parte de la selección de fútbol de Bosnia y Herzegovina, junto con jugadores como Edin Džeko, Vedad Ibišević y Sejad Salihović y fue el capitán del equipo en varias ocasiones. Recibió su primera convocatoria para el juego contra Noruega el 18 de marzo de 2007. Desde entonces fue un miembro regular del equipo.